# Andris Rāviņš
Andris Rāviņš (ur. 3 stycznia 1955 w miejscowości Eleja) – łotewski polityk i samorządowiec, minister rolnictwa (1997–1998), od 2001 burmistrz Jełgawy. 

## Życiorys
W 1980 ukończył studia w Łotewskiej Wyższej Szkole Rolniczej, po czym podjął pracę jako główny inżynier w kołchozie „Avangards” w rejonie jełgawskim. W 1989 został wybrany deputowanym ludowym rejonu jełgawskiego, a w latach 1990–1997 pełnił obowiązki przewodniczącego Rady. Na początku lat 90. był członkiem Rady Łotewskiego Frontu Ludowego, następnie związany z Łotewskim Związkiem Rolników, w którego władzach zasiadał. 
W 1997 został wybrany wiceprzewodniczącym Łotewskiego Związku Samorządowego (łot. Latvijas Pašvaldību savienība, LVS). W 1997 objął funkcję ministra rolnictwa w rządzie Guntarsa Krastsa. Rok później bez powodzenia ubiegał się do mandat poselski w Sejmie VII kadencji. Został doradcą premiera, a następnie ministra rolnictwa. Przez krótki okres związany z bankowością. 
W 2001 powrócił do pracy w samorządzie, obejmując funkcję mera Jełgawy. Reelekcję na to stanowisko uzyskiwał w latach 2005, 2009, 2013, 2017 i 2021. W lipcu 2009 objął obowiązki prezydenta Stowarzyszenia Dużych Miast Łotewskich, miesiąc później został wybrany ponownie wiceprzewodniczącym Łotewskiego Związku Samorządowego. Jest przewodniczącym Rady Funduszu Integracji Społecznej (Sabiedrības integrācijas fonds, SIF), zasiada również w radzie Łotewskiej Izby Przemysłu i Handlu. Był członkiem klubu myśliwskiego „Falks” oraz prezydentem klubu „Hercogs Jēkabs”.

## Źródła
- Andris Rāviņš. themayor.eu. [dostęp 2022-08-26]. (ang.).
- Mūsu cilvēki. lzs.lv. [dostęp 2022-08-26]. (łot.).